# Quarkkeulchen

Quarkkäulchen rociados de azúcar.

Los Quarkkäulchen son un postre tradicional de la cocina de Sajonia consistente en unos pastelitos con un contenido de 2/3 de patatas ralladas y 1/3 de quark, huevo y harina. Se espolvorean con azúcar, canela y vainilla, y pueden llevar limón y pasas. Los Quarkkeulchen se parecen en tamaño y forma a los Kartoffelpuffer, sólo que se han dorado en mantequilla clarificada en la sartén hasta que adquieren un color marrón.

## Etimología
Aunque el nombre correcto es Quarkkäulchen la mayor parte de las veces se encuentra incorrectamente escrito como Quarkkeulchen (en alemán son homófonas). La palabra Quarkkäulchen está construida por los vocablos Quark y Käulchen, que quiere decir "pequeño Kloß aplastado y frito en la sartén, especialmente de quark o patatas". Käulchen proviene de añadir el sufijo diminutivo -chen al lexema Kaule, procedente del término del alto alemán medio Kule, "esfera" (en alemán moderno ha evolucionado hasta convertirse en Kugel). Otra palabra de alemán moderno en la que aparece Kaule como "esfera" es Kaulquappe (renacuajo), formado por Kaule y Quappe (lota, pez de agua dulce).

## Servir
Los Quarkkeulchen se sirven calientes, recién hechos, con un poco de compota de manzana (Apfelmus).
- Datos: Q514526
- Multimedia: Quarkkäulchen / Q514526